# 3-Methyl-1-butanol
3-Methyl-1-butanol (auch Isoamylalkohol genannt) ist eine organische chemische Verbindung aus der Gruppe der Alkohole. Es ist eines der acht Strukturisomeren der Pentanole.

## Vorkommen
3-Methyl-1-butanol ist ein natürlicher Bestandteil in verschiedenen Kräutern, Gemüse und Früchten wie Hopfen (Humulus lupulus), Kamille (Chamaemelum nobile), Grüner Minze (Mentha spicata), Rosmarin (Rosmarinus officinalis), Cherimoya (Annona cherimola), Äpfeln (Malus domestica), Bananen, Guave (Psidium guajava), Wassermelonen (Citrullus lanatus), Orangen (Citrus sinensis), Roselle (Hibiscus sabdariffa), Okra (Abelmoschus esculentus), Gemüsekohl (Brassica oleracea), Mais (Zea mays), Gartenbohnen (Phaseolus vulgaris) und Paprika (Capsicum frutescens). 

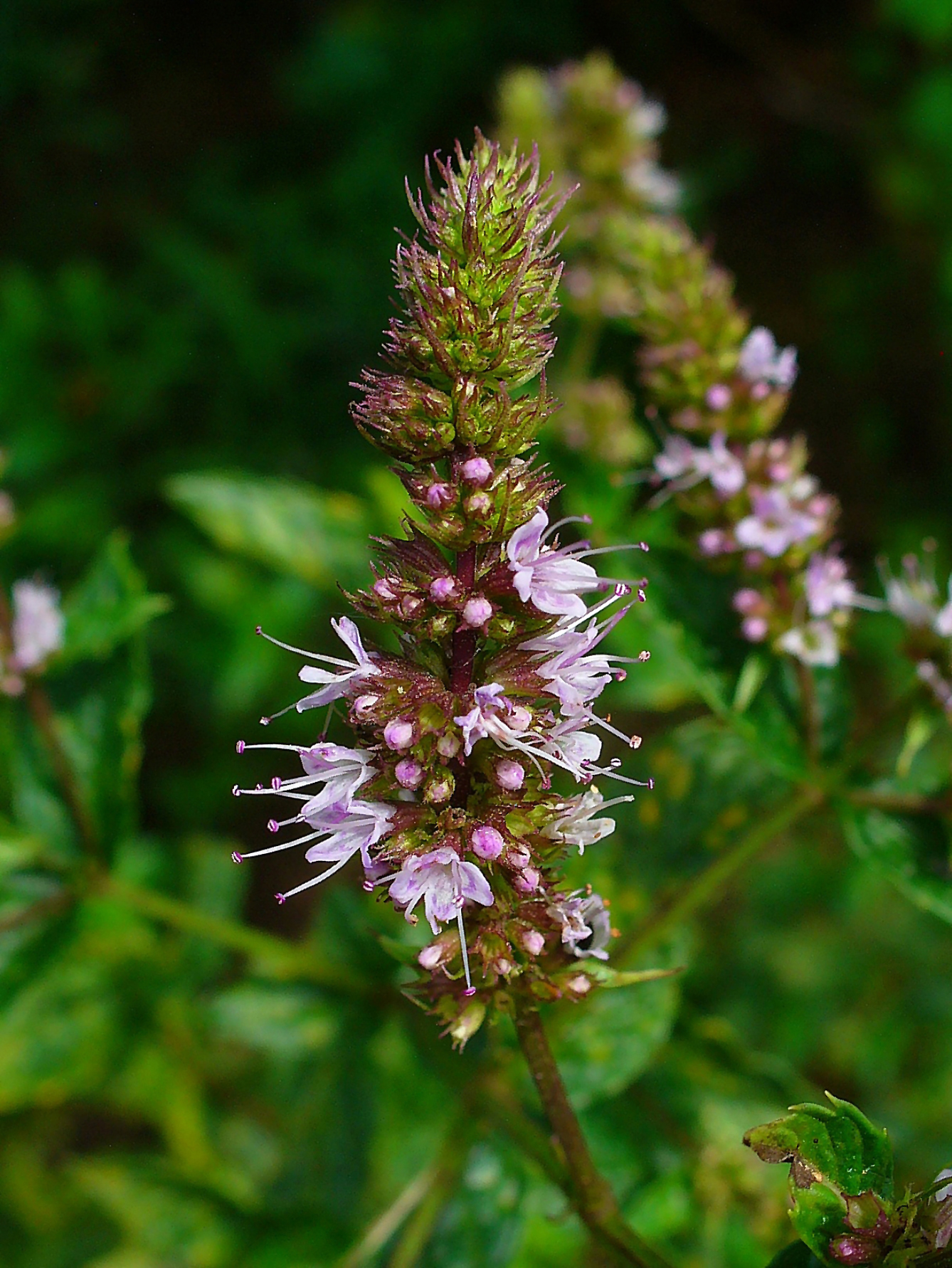
Grüne Minze
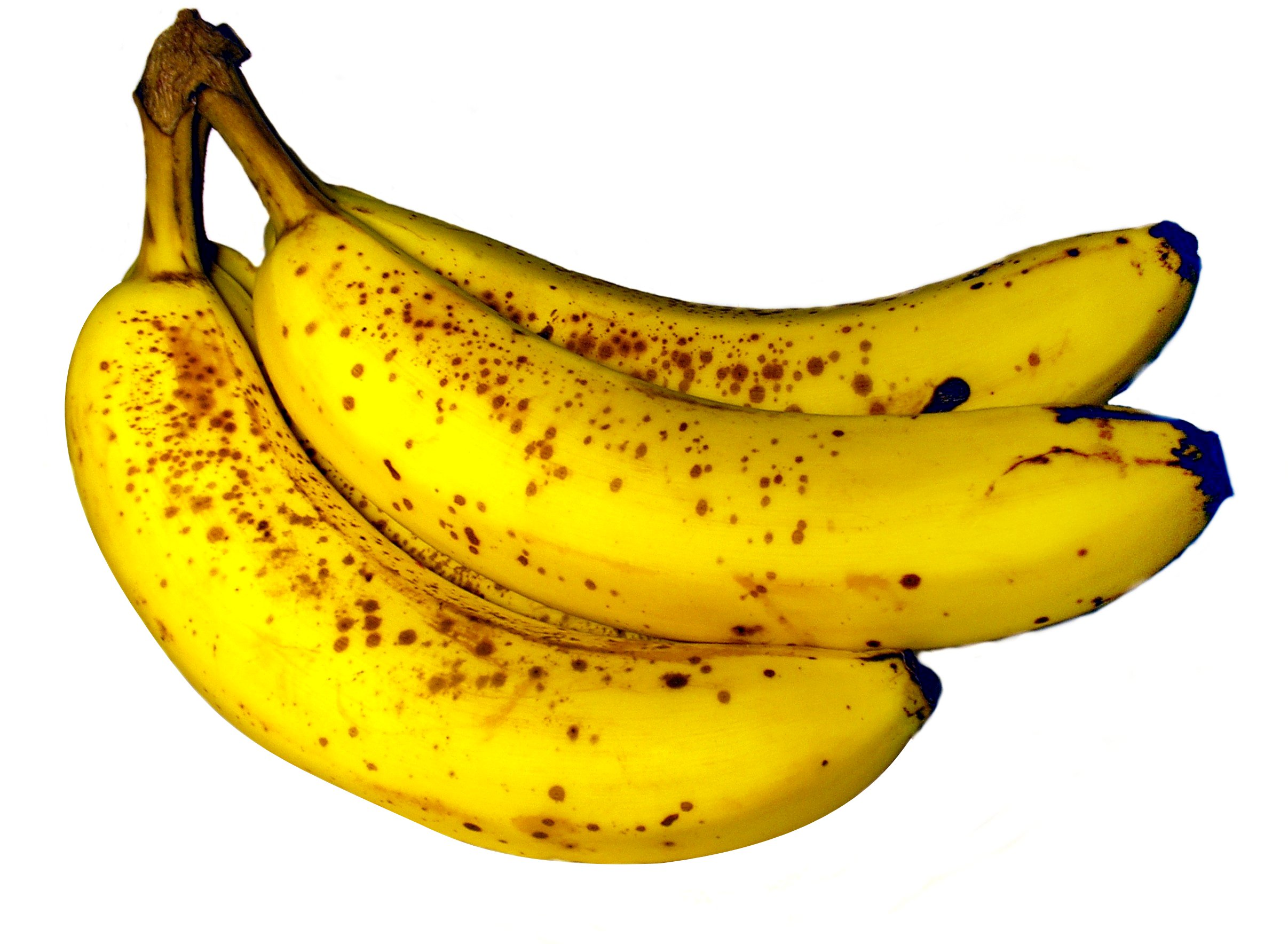
Bananen
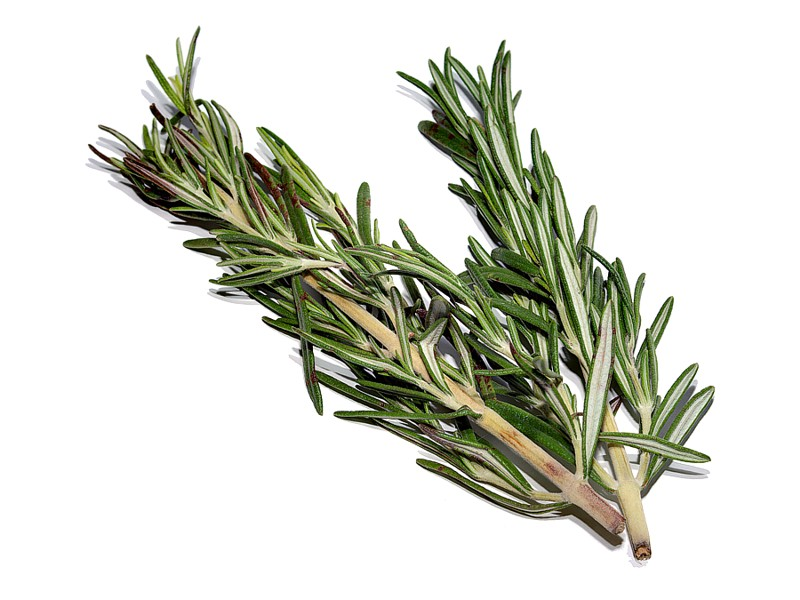
Rosmarin
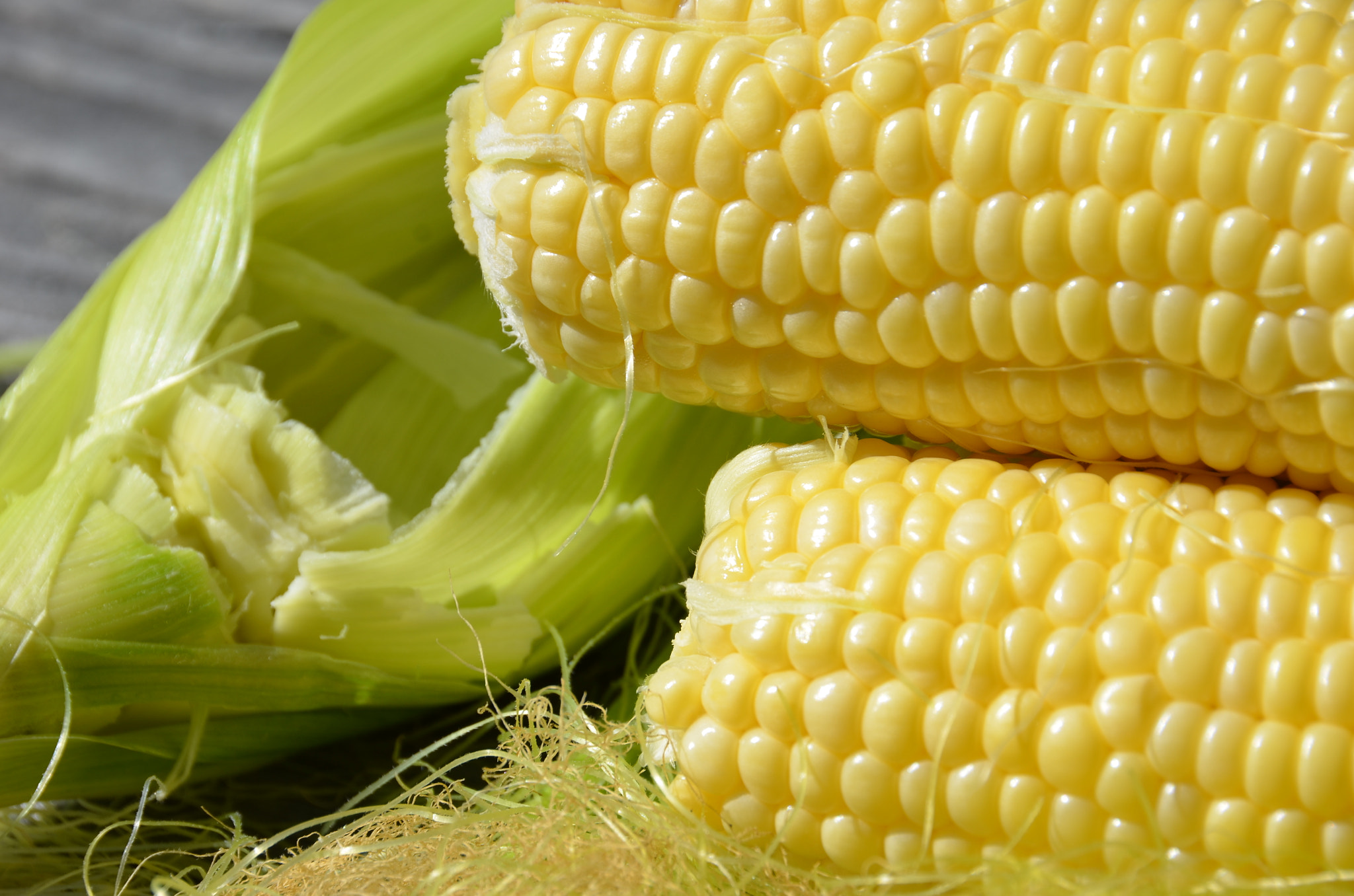
Mais

Es ist Hauptbestandteil des Fuselöls und damit auch ein charakteristischer Begleitstoff alkoholischer Getränke wie Whisky und Weinbrand sowie Wein und Bier. Es bildet sich aus der Aminosäure Leucin bei der Vergärung mit Hefen über die α-Keto-isocapronsäure, wobei der dabei freiwerdende Ammoniak für das Zellwachstum der Hefen benötigt wird.

## Gewinnung und Darstellung
3-Methyl-1-butanol wird durch Hydroformylierung von Buten-Isomeren gewonnen.

## Eigenschaften
3-Methyl-1-butanol ist eine entzündliche, farblose Flüssigkeit und besitzt eine dynamische Viskosität von 5,09 mPa·s bei 20 °C.

### Sicherheitstechnische Kenngrößen
3-Methyl-1-butanol bildet leicht entzündliche Dampf-Luft-Gemische. Die Verbindung hat einen Flammpunkt bei 42 °C. Der Explosionsbereich liegt zwischen 1,2 Vol.‑% (44 g/m3) als untere Explosionsgrenze (UEG) und 10,5 Vol.‑% (385 g/m3) als obere Explosionsgrenze (OEG). Die Grenzspaltweite wurde mit 0,91 mm bestimmt. Daraus resultiert eine Zuordnung in die Explosionsgruppe IIA. Die Zündtemperatur beträgt 440 °C. Der Stoff fällt somit in die Temperaturklasse T2.

## Verwendung
3-Methyl-1-butanol wird als Lösungsmittel für Fette, Öle und Harze sowie (in Kombination mit Chloroform) zur Extraktion von Nukleinsäuren verwendet. Es dient weiterhin als Zwischenprodukt zur Herstellung anderer chemischer Verbindungen (wie z. B. Bis(3-methylbutyl)ether), die als Duft- und Geschmacksstoffe sowie als Herbizide eingesetzt werden.

## Sicherheitshinweise
3-Methyl-1-butanol wurde 2016 von der EU gemäß der Verordnung (EG) Nr. 1907/2006 (REACH) im Rahmen der Stoffbewertung in den fortlaufenden Aktionsplan der Gemeinschaft (CoRAP) aufgenommen. Hierbei werden die Auswirkungen des Stoffs auf die menschliche Gesundheit bzw. die Umwelt neu bewertet und ggf. Folgemaßnahmen eingeleitet. Ursächlich für die Aufnahme von 3-Methyl-1-butanol waren die Besorgnisse bezüglich Verbraucherverwendung und Exposition von Arbeitnehmern sowie der möglichen Gefahren durch krebsauslösende, reproduktionstoxische und sensibilisierende Eigenschaften. Die Neubewertung wurde zurückgezogen.